# Андреас Зассен
Андре́ас За́ссен (нім. Andreas Sassen, нар. 14 січня 1968, Ессен, ФРН — пом. 17 жовтня 2004, Ессен, Німеччина) — німецький футболіст, що виступав на позиції півзахисника. Відомий насамперед виступами у складі дніпропетровського «Дніпра», німецького «Гамбурга» та низки інших німецьких футбольних клубів. Перший легіонер з Німеччини на території пострадянського простору.

## Життєпис
Андреас Зассен, що народився у містечку Ессен, наприкінці 80-их років XX сторіччя вважався одним з найталановитіших гравців Західної Німеччини, постійно залучався до юнацьких збірних країни різних віків. У віці 20 років підписав перший професійний контракт з командою «Шварц-Вайс» зі свого рідного міста, а вже два роки потому захищав кольори ФК «Баєр 05 Юрдінген», де відзначався не лише впевненою грою, а й непоганою, як для півзахисника результативністю. Влітку 1993 року Андреас перейшов до клубу першої Бундесліги «Гамбург», однак заграти на повну силу йому там не вдалося через проблеми з режимом, що виникли через деякий час. Футболіст неодноразово з'являвся на тренуваннях з запахом «перегару», а інформація про його п'яні загули регулярно потрапляла на шпальта місцевих газет. Взимку того ж року Зассена було затримано поліцією за керування транспортним засобом у стані алкогольного сп'яніння. Детектор зафіксував показник у 1,6 проміле, через що півзахисник «Гамбурга» змушений був сплатити штраф у розмірі 12,5 тисяч марок. Керівництво клубу не мало намірів це терпіти і влітку 1994 року контракт з футболістом було розірвано.
Наступною командою Андреаса стало дрезденське «Динамо», однак через ті самі причини Зассен здебільшого задовольнявся місцем на лаві запасних, провівши у складі дрезденців лише 6 поєдинів. Відчуваючи, що потрібно щось змінювати, футболіст пішов на безпрецедентний на той час крок — підписав контракт із клубом зі Східної Європи. Посприяв цьому німецький спеціаліст Бернд Штанге, що саме очолив дніпропетровський «Дніпро» і вирішив залучити талановитого німецького футболіста до ігор своєї команди. Нова атмосфера припала Зассену до душі — його захоплення алкогольними напоями вийшло чи не на новий рівень. Як зазначав один з гравців «Дніпра» того часу, Андреас часто казав, що мав би народитися не в Німеччині, а саме в цій країні. Однак терпіти його витівки ніхто не збирався і футболісту довелося шукати нову команду.
Зассен повернувся до Німеччини, де уклав угоду з клубом «Ваттеншайд 09». Проте вже на перших зборах нової команди у Португалії він опинився в епіцентрі скандалу, закрутивши роман з працівницею бару в готелі. Дізнавшись про це, дружина покинула Андреаса навіть не зважаючи на те, що близько двох місяців тому в них народилася дитина. До основи «Ваттеншайду» Зассен не потрапляв, клуб не бачив сенсу продовжувати з ним співпрацю і кар'єра футболіста зійшла нанівець. У серпні 1997 року його заарештувала поліція за бешкет у одному з барів Ессена — п'яний футболіст погрожував відвідувачам газовим пістолетом.
Спроби повернутися у футбол в складі рідного йому «Шварц-Вайсу» завершилися невдало і з активними виступами Зассен скінчив навіть не досягши 30-річного віку. Андреас отримав посаду дрібного службовця у Ессені та вів життя скромного німецького обивателя. Пити він так і не кинув, що й стало певним чином причиною його смерті. 17 жовтня 2004 року син співмешканки Зассена повернувся до дому, де знайшов колишнього футболіста, що лежав на підлозі. Андреаса доправили до лікарні з діагнозом інсульт, де він і помер того ж дня.

## Досягнення
- Бронзовий призер чемпіонату України (2): 1994/95, 1995/96